# Ligne de tramway de Béthune à Estaires
La ligne de Béthune à Estaires surnommé « Maria » est une ancienne ligne de tramway qui a fonctionné entre ces deux villes entre le 3 juin 1899 et le 31 décembre 1932, exploitée par la compagnie des Tramways de l'Artois (TA).

## Histoire

### Origines
Le 12 mars 1897 est déclaré d'utilité publique l'établissement dans les départements du Nord et du Pas-de-Calais d'une ligne de tramway entre Béthune et Estaires.
Les deux départements, chacun pour leur partie respective, concèdent la ligne à Théodore Fresson qui s'engage à la construire et l'exploiter à ses frais, sans subvention ni garantie d'intérêt d'aucun des deux départements. Il s'engage également à se substituer dans un délai de six mois (à la déclaration d'utilité publique) une société anonyme pour construire et exploiter le réseau. Théodore Fresson se voit substituer par décret du 30 novembre 1898 la société anonyme des Tramways de l'Artois (TA), cette compagnie fondée en 1890 a conçu divers projets de ligne dont celle de Béthune à Estaires,.

### Mise en service
Au début du mois de mai 1899, les travaux sont presque terminés et des essais menés en présence des ingénieurs de l'État se sont montrés concluants. La ligne est mise en service le dimanche 18 juin 1899. Partant de Béthune, la ligne suit la route de Béthune à Estaires par Essars, Locon, La Couture et La Gorgue.

### La Première Guerre mondiale
Pendant la Première Guerre mondiale, une grande partie de l'infrastructure et du matériel roulant est détruite. La ligne est remise en service entre Béthune et Locon en 1919 et jusqu'à Estaires en 1926.

### Évolutions ultérieures et fermeture
La ligne est fermée le 31 décembre 1932.

## Infrastructure
Le terminus béthunois de la ligne est situé au sein du dépôt qui jouxte la gare de Béthune ; le dépôt est composé d'un quai pour les passagers, d'un bâtiment administratif, d'une remise et d'une halle à marchandises. La ligne partant du dépôt traverse la place de la gare puis passe à travers la ville en site banal pour ensuite continuer en accotement de la route de Béthune à Estaires par Essars, Locon, La Couture, La Gorgue et Estaires.

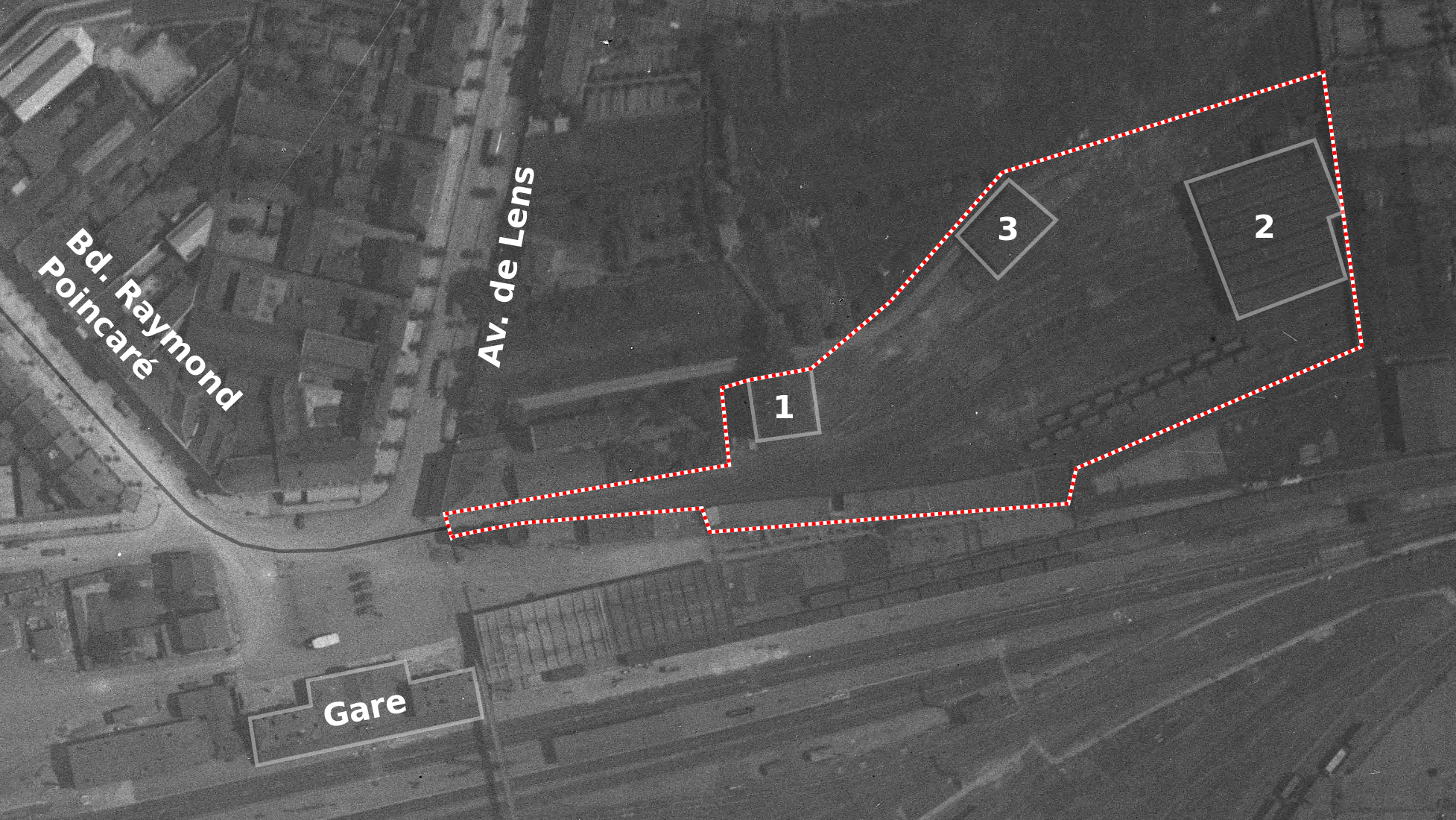
Plan du dépôt jouxtant la gare de Béthune (photographie aérienne de 1934) : 1. Bâtiment administratif. 2. Remise. 3. Halle à marchandises.
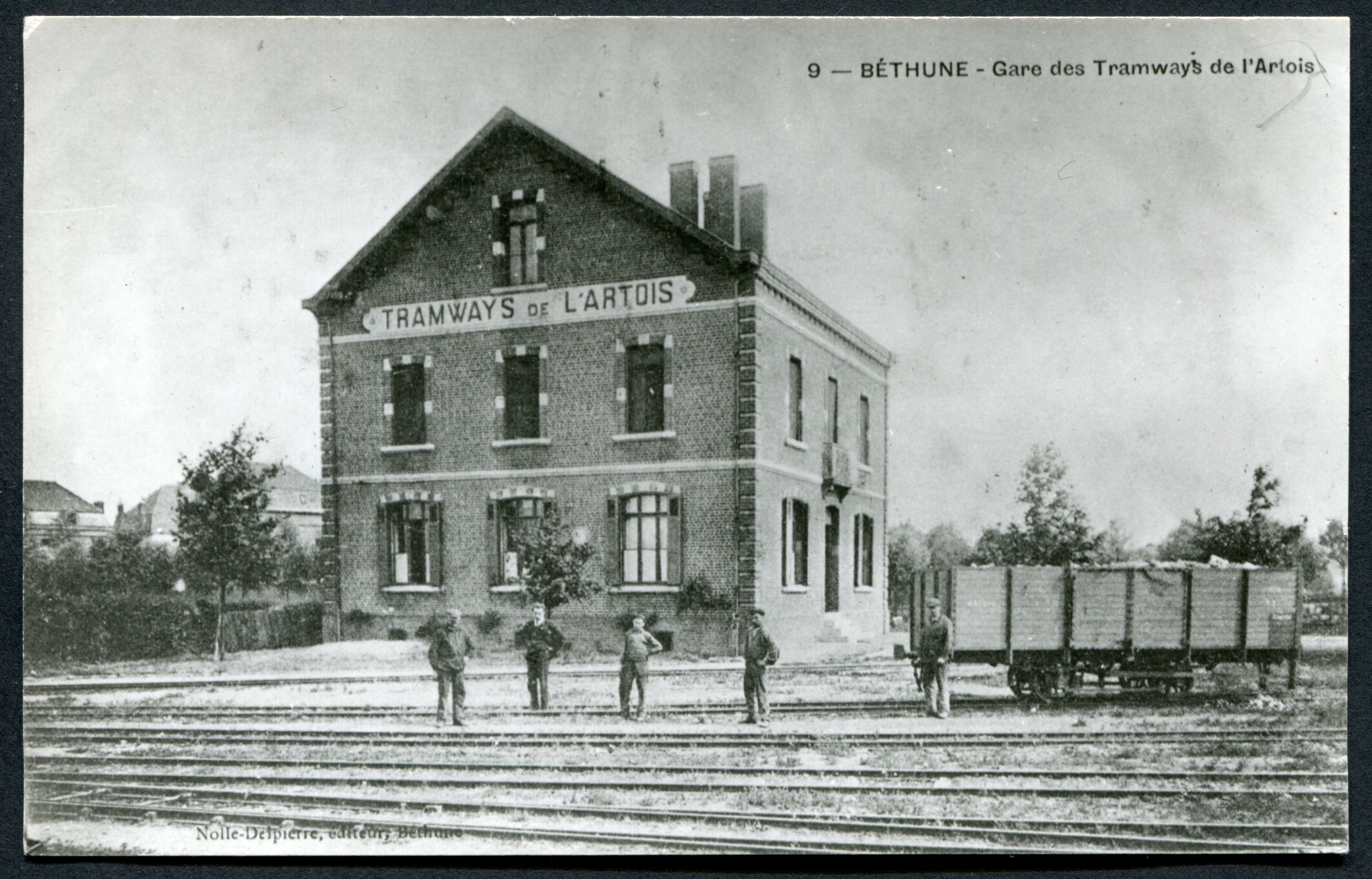
date inconnue Le bâtiment administratif du dépôt.
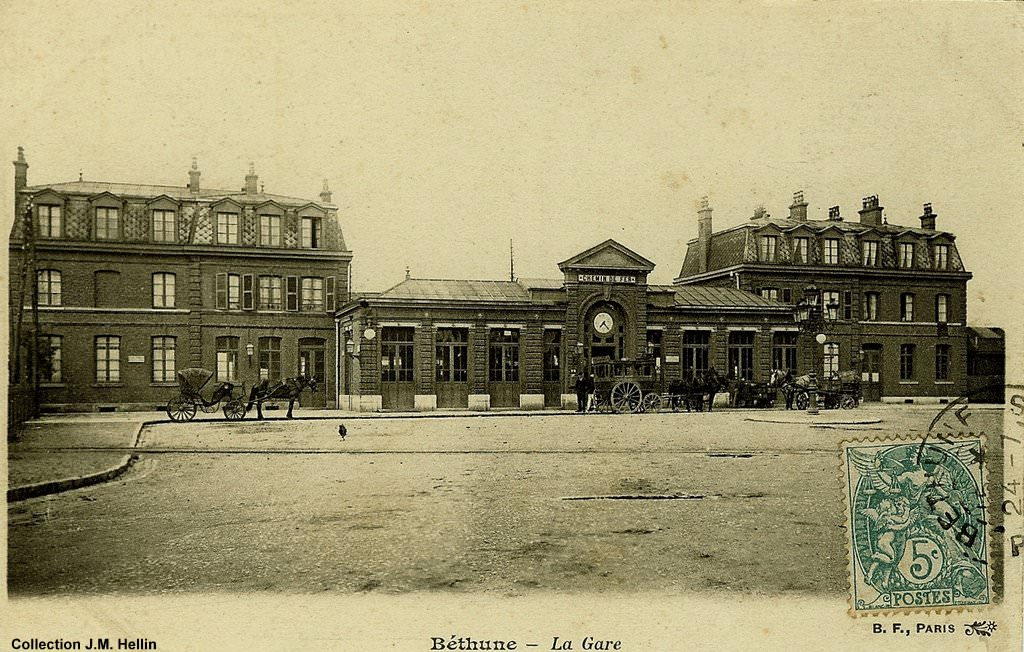
date inconnue Les voies traversant la place de la gare de Béthune entre le dépôt situé sur la gauche et le boulevard Raymond Poincaré.

À Estaires, la ligne traverse la Lys sur le pont de la Meuse, ce dernier est détruit en 1914 lors de la Première Guerre mondiale et remplacé par un pont provisoire en 1926 pour permettre le passage du tramway lors du rétablissement du service jusqu'à Estaires, puis par un pont définitif en 1927. La ligne continue ensuite à travers Estaires pour atteindre son terminus de la gare d'Estaires située rue de Lille à proximité du cimetière d'Estaires. L'ensemble comprend un bâtiment voyageur ainsi qu'une remise pour le matériel.

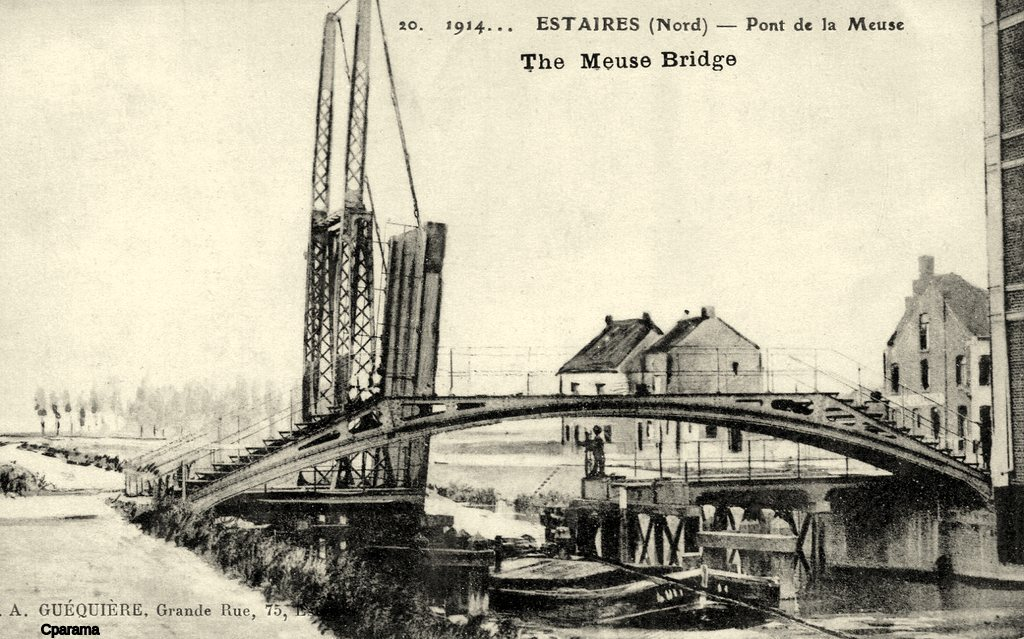
date inconnue Le pont de la Meuse à Estaires démoli en 1914, les rails du tramway sont visibles sur le tablier du pont.
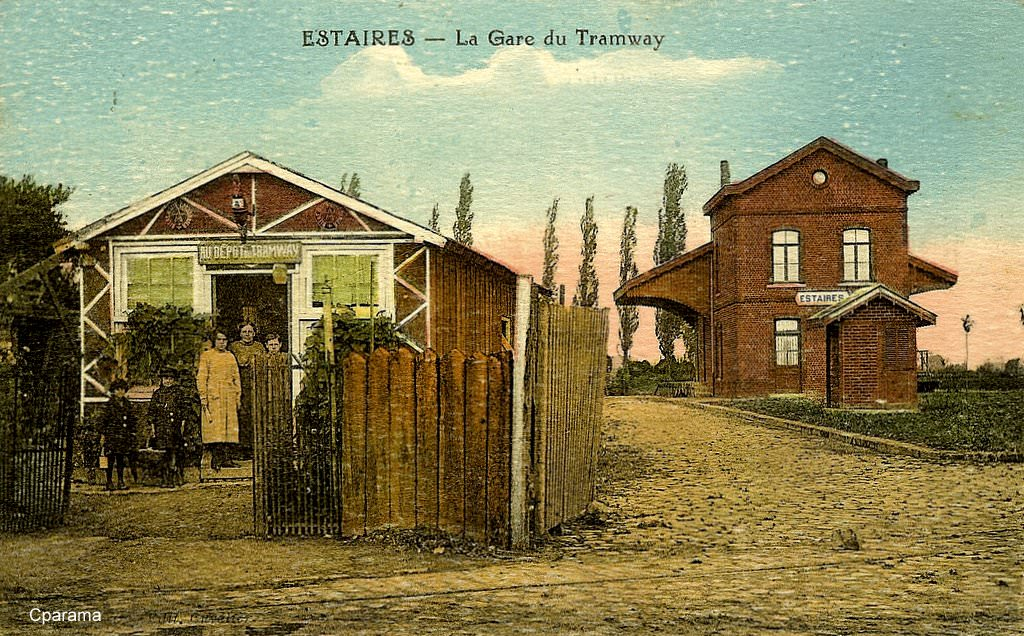
date inconnue Le bâtiment voyageur de la gare d'Estaires.

### Embranchements
- Béthune :

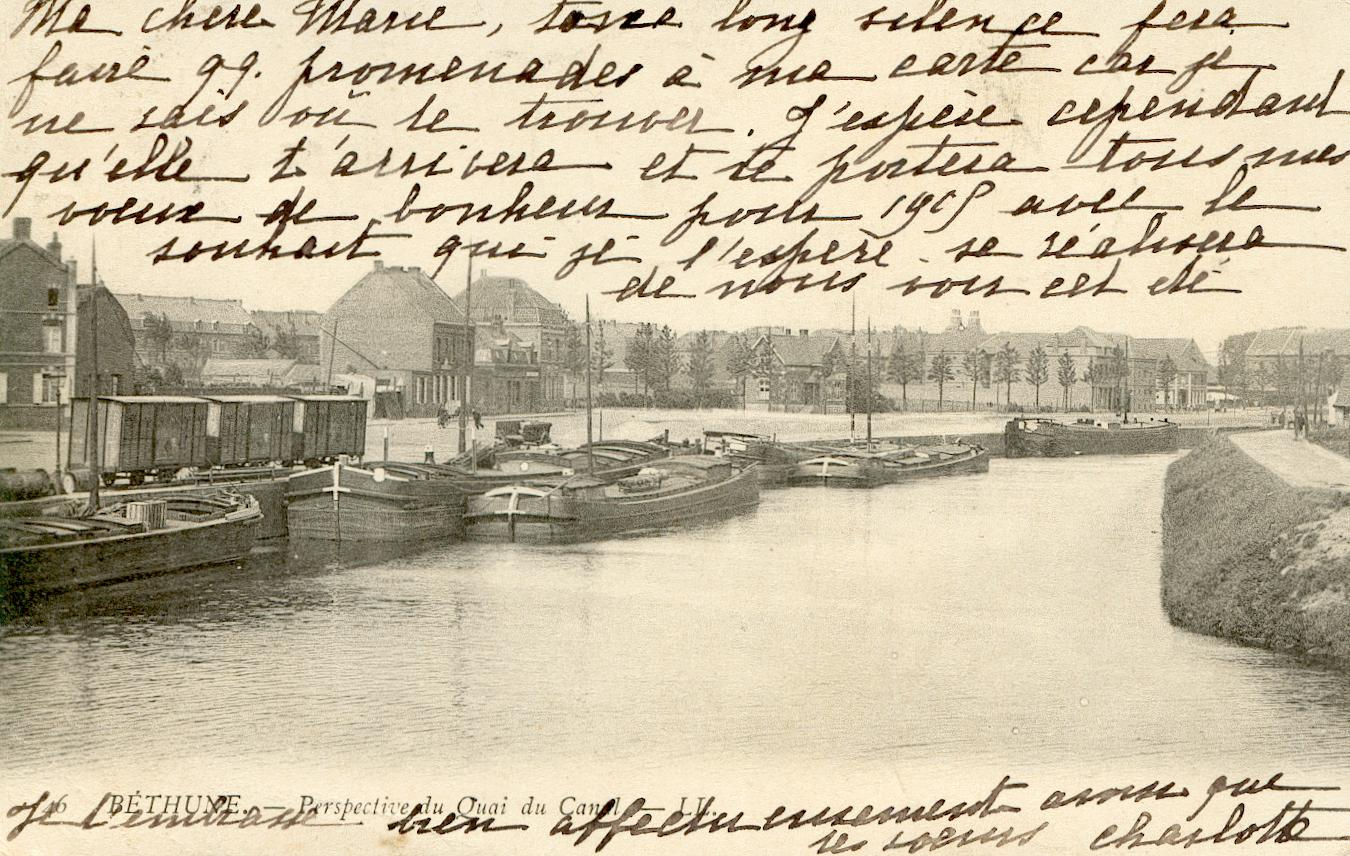
Wagons des TA au quai quai du Rivage.

  - entre l'évitement de la place du Marché aux vaches (actuelle place du Maréchal Joffre) et le quai du Rivage (actuelle place du Général de Gaulle), déclaré d'utilité publique le 15 mai 1899[7],[8] ;
- Lestrem :
  - au hameau de La Fosse pour desservir la distillerie Désiré Leleu, mise en service en 1903, se débranchant de la ligne par une plaque tournante[2].

### Les voies sur Béthune
D'origine en 1899, la ligne partant du dépôt de la ligne jouxtant la gare de Béthune, la ligne emprunte les axes suivantes : la place de la gare (François-Mitterrand), le boulevard Fédéric-Degeorges (Raymond-Poincaré), la place de Lille (Georges-Clemenceau), la rue du 11 Novembre, le boulevard Victor-Hugo, la place de la République, la rue Alexandre Ponnelle, la rue Paul Doumer pour arriver place du Marché aux Chevaux (Maréchal-Joffre).

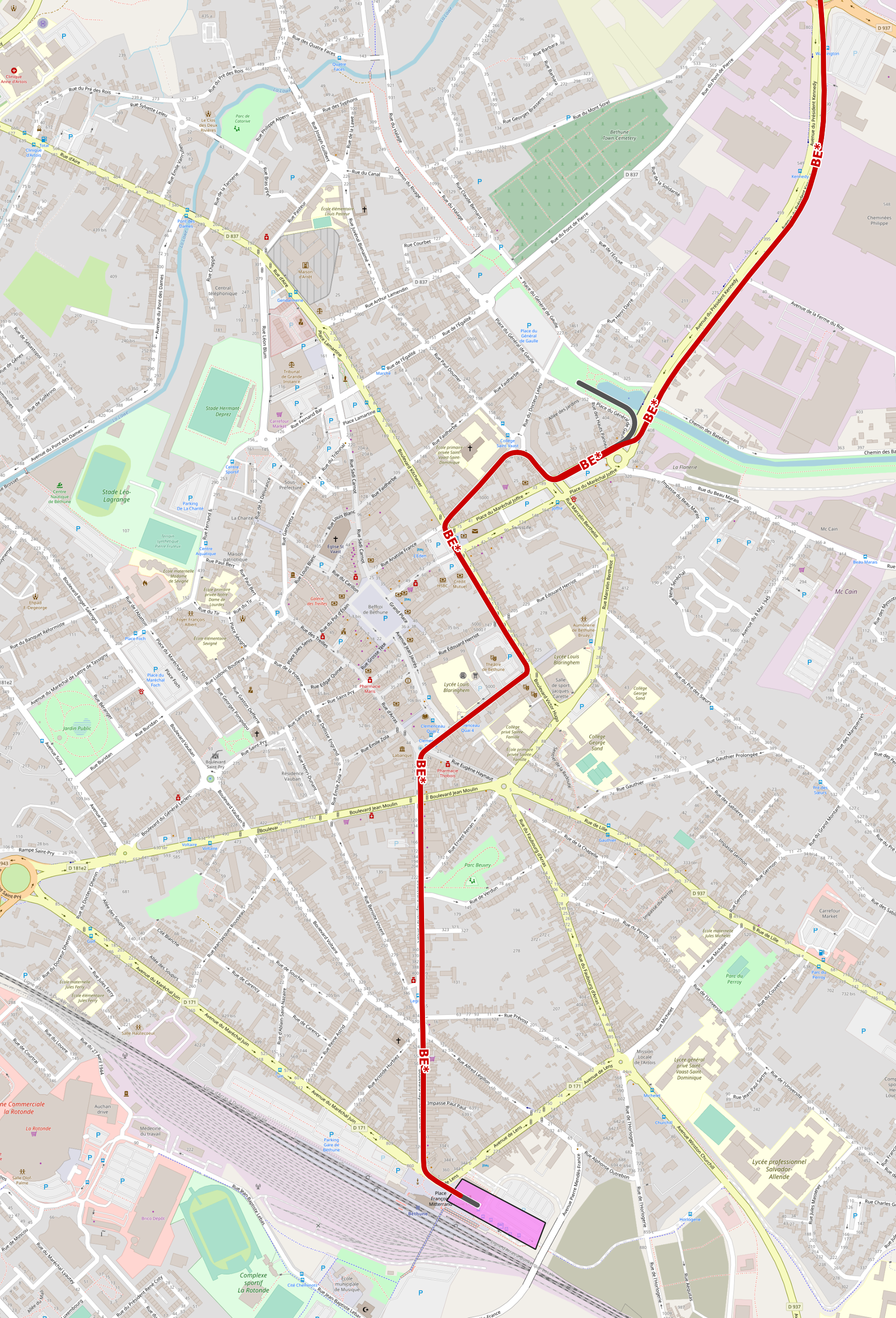
Situation d'origine en 1899.
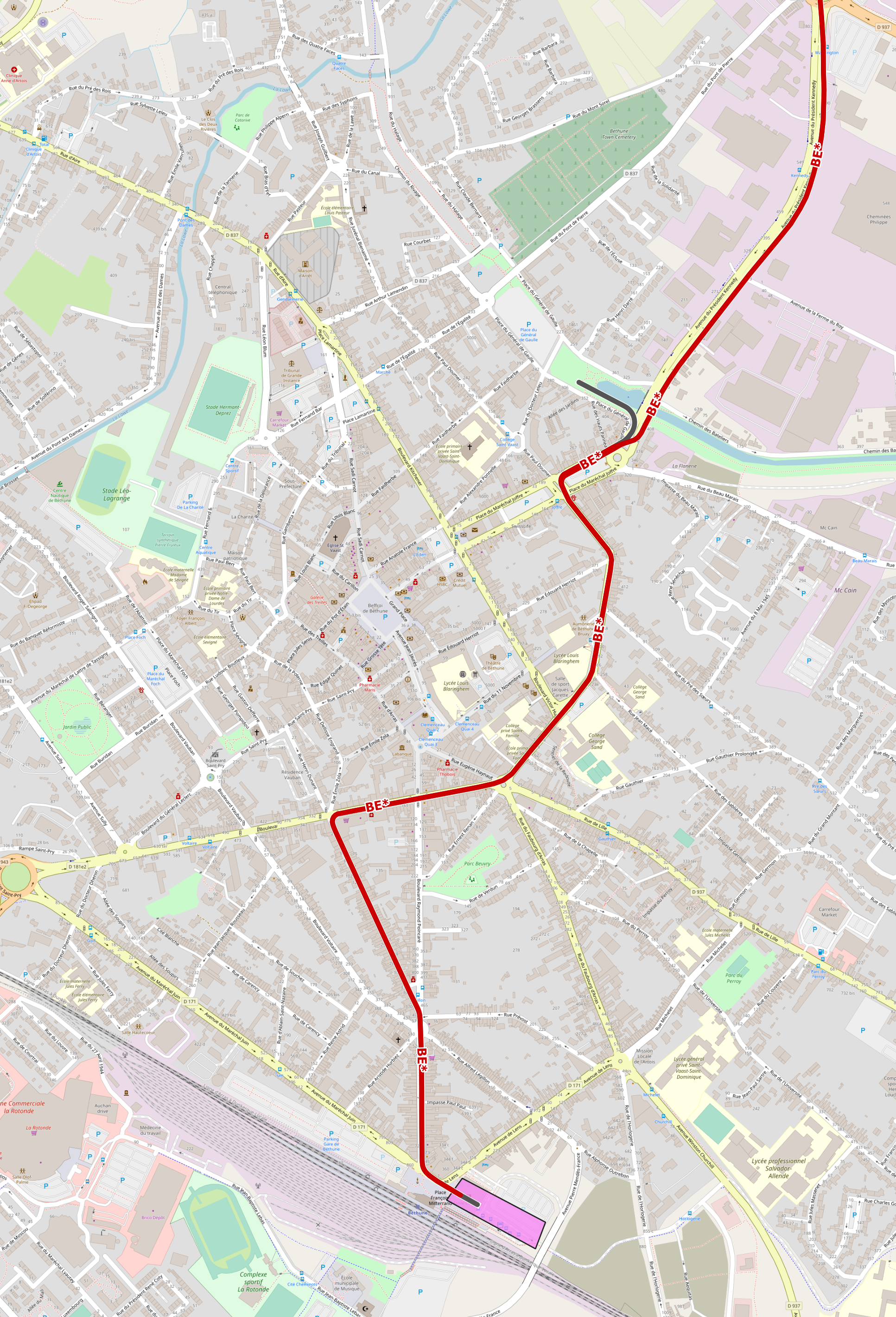
Et après la modification des voies en 1923.

## Matériel roulant

### Locomotives à vapeur
| Illustration | Modèle / type  | Nombre | Numéros | En service | Hors service | Remarques |
| ------------ | -------------- | ------ | ------- | ---------- | ------------ | --------- |
|              | Weidknecht C1t | 3      | A1-A3   | 1899       |              |           |
|              | SACM 1Ct       | 4      | 1, 4-6  | 1924       | 1932         |           |

### Autre
Matériel acquis en seconde main

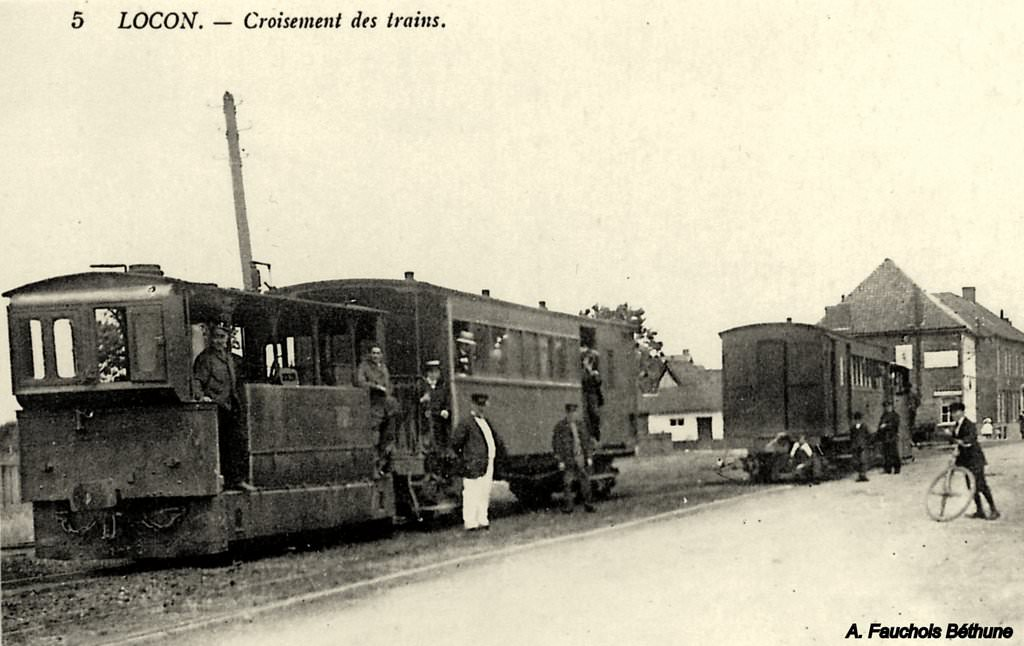
date inconnue Croisement de deux trains à Locon, chacun composée d'une locomotive bicabine et d'une voiture voyageurs à bogies.

Auprès de la Société grenobloise de tramways électriques en 1904 :
- locomotives à vapeur de type 030 T bicabines:
  - N° BM 1 et BM 2, (poids à vide 14,4t) et BM 3,(poids à vide 17,7t);
  - N° BM 5 et BM 7[note 2], achetées d'occasion en 1904 à la société des Voies ferrées du Dauphiné (VDF), faisant partie à l'origine d'une série de 12 machines (numéros VFD 5 à 16) livrée en 1894 par les Ateliers de construction du Nord de la France (ANF) de Blanc-Misseron (massee à vide 18,4 t)[note 3],[10],[11].

La compagnie dispose par ailleurs de voitures à voyageurs à bogies et de divers wagons pour les marchandises.